# Фаламеев, Александр Иванович
Александр Иванович Фаламеев (22 апреля 1924—2007) — советский и российский тяжелоатлет, тренер по тяжёлой атлетике. Заслуженный тренер РСФСР, Мастер спорта СССР.

## Биография
Родился в 1924 году в посёлке Красный Бор, Ленинградская область.
Участник Великой Отечественной войны, куда пошёл добровольцем в 17 лет в июле 1941-го, окончив Ленинградскую спецшколу ВВС. Служил авиамехаником, в 1945 году — воздушным стрелком.
Начал заниматься тяжелой атлетикой в 1948 году, выступал за ленинградские ДСО «Судостроитель», «Авангард» и «Труд», тренировался у Н. И. Кошелева.
В 1952 году был удостоен звания мастера спорта СССР. Входил в сборную СССР по тяжёлой атлетике в 1954—56 гг. Чемпион СССР (1955, 1956), а также бронзовый призёр (1954). Установил 4 рекорда СССР (все в толчке).
Окончил Ленинградский техникум физкультуры, а потом и ГДОИФК имени П. Ф. Лесгафта в 1958 году и перешёл на тренерскую работу. Работал инструктором в СК «Кировец» (Ленинград/Санкт-Петербург) в 1985—92 гг. Тренер сборной Ленинграда в 1959—76 гг., тренер сборной СССР в 1965—75, тренер сборной Югославии в 1960 г., тренер сборной Бирмы — 1963—65 гг. За годы своей работы подготовил множество выдающихся спортсменов. Среди его учеников — Л. Имханицкий, Е. Смирнов, Н. Гуторов, Л. Никифоров, В. Самойлов. В 1962 году был удостоен звания «Заслуженный тренер РСФСР».
Также занимался организаторской деятельностью, был спортивным арбитром. Имел статус судьи международной категории и почетного судьи по спорту.
Судья, главный судья Олимпийских игр (1972, 1976, 1980), чемпионатов мира, Европы (1971—87).
Занимал пост председателя Федерации тяжелой атлетики Ленинграда в 1958—84. Был почетным президентом Федерации тяжелой атлетики Санкт-Петербурга, председателем аттестационной комиссии тренеров по тяжелой атлетике, боксу, борьбе. С 1959 года — также член президиума Федерации тяжелой атлетики СССР, с 1973 года — член технического комитета Европейской федерации тяжелой атлетики (EWF).
Занимался педагогической деятельностью. Доцент ГДОИФКа имени П. Ф. Лесгафта, работал в 1958—84.
Умер в 2007 году.

### Публикации
- «Тяжелая атлетика для юношей» (1961, 1969, в соавторстве с М. Т. Лукьяновым);
- «Как стать здоровым, сильным и красивым» (1963);
- «Тяжелая атлетика и методика преподавания» (1986, соавтор);
- «С болью о России», «Опутали бесы Россию», «Горжусь тобой — Россия» (поэтические сборники);

Также написал более 150 научных трудов.

### Награды
- Орден Отечественной войны II степени (6.11.1985)
- медаль «За победу над Японией»
- Медаль «За победу над Германией в Великой Отечественной войне 1941—1945 гг.» (3.05.1946)
- Медаль «За боевые заслуги»
- Медаль «За трудовое отличие» (27.04.1957) — «за успехи, достигнутые в деле развития массового физкультурного движения в стране, повышения мастерства советских спортсменов, и успешное выступление на международных соревнованиях»
- Бронзовая медаль Международной федерации тяжелой атлетики (IWF)
- Золотая медаль Европейской федерации тяжелой атлетики (EWF)[2]